# Polypodium trinitensis
Polypodium trinitensis är en stensöteväxtart som beskrevs av Jenm. Polypodium trinitensis ingår i släktet Polypodium och familjen Polypodiaceae. Inga underarter finns listade.